# غلين كافندر
غلين كافندر (بالإنجليزية: Glen Cavender)‏ (19 سبتمبر 1883 - 9 فبراير 1962).ممثل أفلام أمريكي ظهر في 259 فيلما بين عامي 1914 و 1949 .

## روابط خارجية
- غلين كافندر على موقع IMDb (الإنجليزية)
- غلين كافندر على موقع ألو سيني (الفرنسية)
- غلين كافندر على موقع أول موفي (الإنجليزية)
- غلين كافندر على موقع قاعدة بيانات الأفلام السويدية (السويدية)
- غلين كافندر على موقع قاعدة بيانات الفيلم (الإنجليزية)
- غلين كافندر على موقع كينوبويسك (الروسية)
- غلين كافندر على موقع فايند أغريف